# Melnîțea, Sarnî
Melnîțea (în ucraineană Мельниця) este un sat în așezarea urbană Stepan din raionul Sarnî, regiunea Rivne, Ucraina.

## Demografie
Componența lingvistică a localității Melnîțea
     Ucraineană (99,72%)
     Alte limbi (0,28%)
Conform recensământului din 2001, majoritatea populației localității Melnîțea era vorbitoare de ucraineană (99,72%), existând în minoritate și vorbitori de alte limbi.